# Air Force Cross (Royaume-Uni)
Cet article concerne la décoration britannique. Pour les autres décorations du même nom, voir Air Force Cross.
L’Air Force Cross est une médaille décernée au personnel des forces armées britanniques, et aussi dans le temps à des officiers d'autres pays du Commonwealth, pour des « actes de valeur, courage ou dévotion au service pendant les missions, bien que n'étant pas en service actif contre l'ennemi ». Une barrette est ajoutée au ruban pour ceux qui ont reçu la médaille une seconde fois.

## Histoire
La récompense fut créée le 3 juin 1918. Elle était décernée à l'origine aux officiers et sous-officiers de l'armée de l'air, mais ceci fut étendu après la Seconde Guerre mondiale aux officiers de l'armée de terre et de la marine, et ensuite en 1993, aux soldats du rang après la fin de l'Air Force Medal (en).
Pendant la Première Guerre mondiale, environ 680 médailles furent décernées et pendant la seconde, 2001, avec 26 barrettes. Une seule deuxième barrette fut décernée au commandant H. J. Wilson (en) en 1944,.
58 médailles honorifiques furent décernées aux personnels volant d'autres pays du Commonwealth.

## Abréviation post-nominale
Les porteurs de l'Air Force Cross ont le droit d'utiliser les lettres post-nominales « AFC » après leur nom. Une barrette est ajoutée au ruban pour ceux qui l'ont reçue une deuxième fois.

## Description
- La médaille est une croix d'argent de 60 mm de hauteur et 54 mm de largeur, qui représente des lames d'une hélice de réacteur, avec des ailes entre les pointes. Le verso représente Hermès volant sur les ailes d'un faucon tenant une couronne de laurier. La couronne royale est sur la pointe du haut, tandis que les trois autres pointes portent le monogramme royal du monarque régnant à l'époque de la remise de la décoration[2].
- Le ruban est droit et décoré avec des couronnes de laurier[2].
- Le ruban était à l'origine blanc avec de larges bandes horizontales, mais a changé en 1919 pour être remplacé par le blanc avec de larges diagonales rouges penchées à 45°[2].

| Air Force Cross : rubans | Air Force Cross : rubans | Air Force Cross : rubans | Air Force Cross : rubans |
|                          | AFC                      | AFC avec barrette        |                          |
| ------------------------ | ------------------------ | ------------------------ | ------------------------ |
| 1918–1919                |                          |                          |                          |
| depuis 1919              |                          |                          |                          |